# Зволен (хоккейный клуб)
«ХКм Зволен» — словацкий профессиональный хоккейный клуб, основанный в 1927 году и выступающий в словацкой экстралиге. Арена клуба — Зимний стадион Зволен, находится в городе Зволен.

## Достижения
- Чемпионат Словакии по хоккею:
  - Обладатель (3)  : 2000, 2013, 2021
  - Серебряный призёр (4)  : 1999, 2001, 2003, 2004
  - Бронзовый призёр (2)  : 2002,  2016